# نگارش لوقا-اعمال

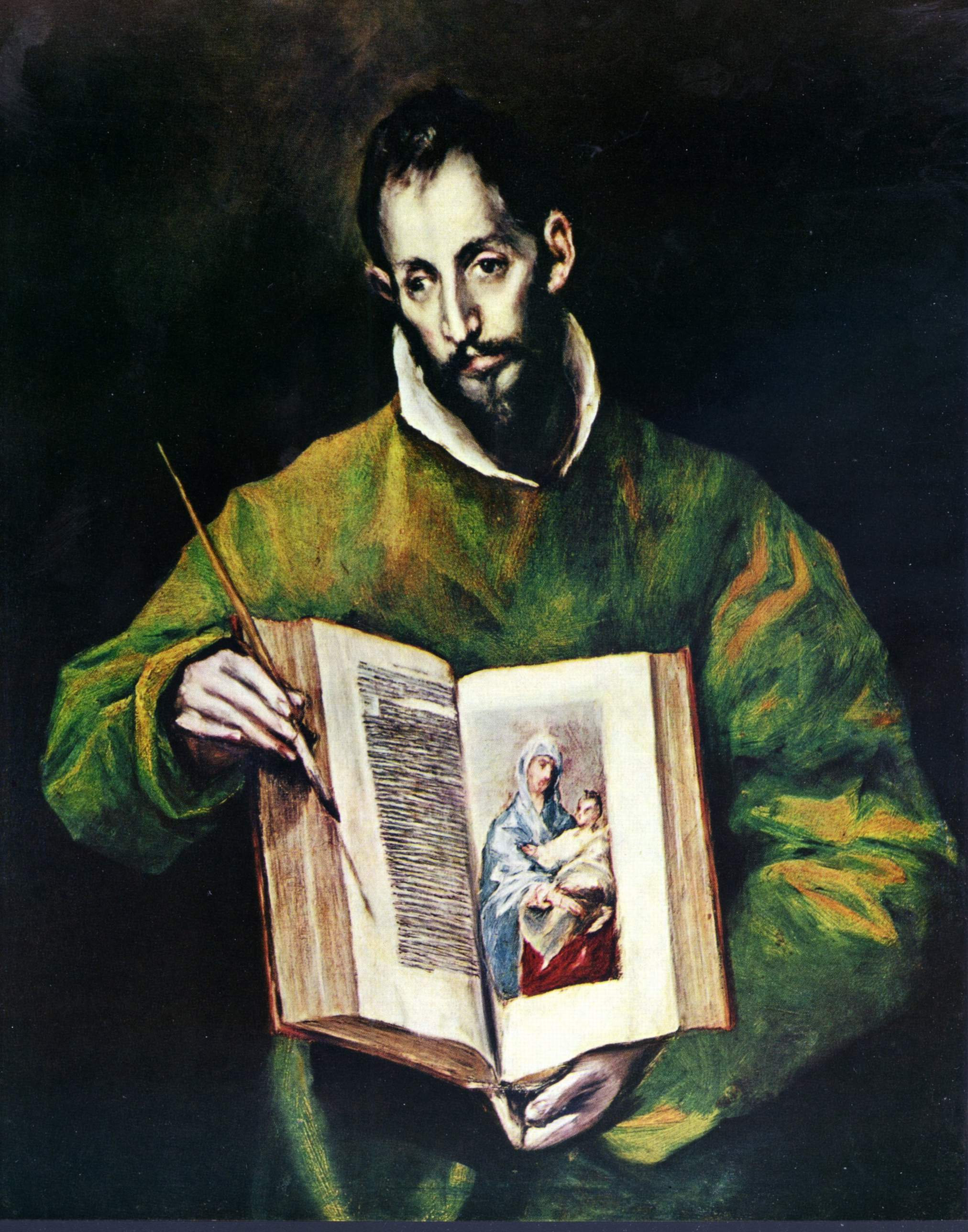
لوقا اعمال

اینکه چه کسی انجیل لوقا و کتاب اعمال رسولان را نوشته‌است، مسئله مهمی برای مفسرین کتاب مقدس است که تلاش می‌کنند در مورد ریشه‌های عهد جدید تحقیات نقادانه ارائه دهند. مجموع انجیل لوقا و اعمال رسولان را به اختصار لوقا-اعمال(Luke–Acts) می‌گویند. اعتقاد سنتی براین است که متن توسط لوقا رفیق و همراه پولس (که در کولسیان ۴:۱۴ آمده‌است) نوشته شده‌است.

## نگارش مشترک لوقا و اعمال
خطاب هر دو کتاب به تئوفیلوس، حامی نویسنده است - و شاید هم این نام برچسبی برای کل جامعه مسیحیان باشد زیرا این نام به معنای «معشوق خدا» است، و در مقدمه اعمال به صراحت به «کتاب سابق من در مورد زندگی عیسی» اشاره شده‌است. تقریباً به اطمینان می‌توان گفت اشاره به انجیل لوقا است. علاوه بر این، بین انجیل لوقا و کتاب اعمال شباهت‌های زبانی و کلامی وجود دارد. همان‌طور که یک محقق می‌نویسد، «شباهت‌های گسترده زبانی و کلامی و ارجاعات متقابل بین انجیل لوقا و اعمال نشان می‌دهد که هر دو اثر از یک نویسنده گرفته شده‌اند». از انجیل لوقا و اعمال رسولان اغلب به‌طور مشترک به عنوان لوقا-اعمال یاد می‌شود. به همین ترتیب، نویسنده لوقا-اعمال حتی در میان محققانی که شک دارند که نویسنده در واقع لوقا نامیده شده‌است. اغلب به عنوان «لوقا» شناخته می‌شود.

## دیدگاه دربارهٔ نگارش
دیدگاه‌های مختلف نسبت به اینکه چه کسی نویسنده لوقا-اعمال است معمولاً به شکل‌های زیر می‌باشد:
- دید کاه سنتی -نویسنده لوقای پزشک است: در این دیدگاه هر دو اثر توسط لوقا، پزشک و همراه پولس نوشته شده‌است.
- دیدگاه‌های انتقادی – ناشناسی که شاهد عینی ندارد: در این دیدگاه هر دواثر توسط نویسنده ای گمنام نوشته شده که شاهد عینی هیچ‌یک از وقایع توصیف شده نبوده و هیچ منبع شاهد عینی هم نداشته‌است.
- ویرایشگر: در این دیدگاه نویسنده به ویژه کتاب اعمال (توسط نویسنده ای ناشناس یا لوقا سنتی) از منابع موجود مانند سفرنامه ای که توسط شاهد عینی نوشته شده استقاده کرده.

## دیدگاه سنتی :لوقای پزشک به عنوان نویسنده
دیدگاه سنتی این است که انجیل لوقا و اعمال را لوقای پزشک، یکی از دوستان پولس، نگاشته‌است. بسیاری از محققان معتقدند که وی یک مسیحی غیر یهودی است، برخی از محققان معتقدند که لوقا یهودی یونانی بوده. نام این لوقا در رساله به فیلیمون پولس (نسخه ۲۴) و در دو رساله دیگر که به‌طور سنتی به پولس نسبت داده می‌شود، برده شده. این دیدگاه که لوقا-اعمال توسط لوقای پزشک نوشته شده در کلیسای اولیه به اتفاق آرا مورد تأیید بوده. درPapyrus Bodmer XIV که قدیمی‌ترین نسخه خطی شناخته شده‌است و حاوی پایان انجیل است (قدمت آن به حدود سال ۲۰۰ میلادی می‌رسد) از عبارت مشترک «انجیل به روایت لوقا» استفاده می‌کند. تقریباً همه منابع باستان نیز این نظریه را دربارهٔ نویسنه داشتند - ایرنئوس، ترتولیان، کلمنت اسکندریه، اوریجن و موراتورکانن، همگی لوقا را به عنوان نویسنده لوقا-اعمال می‌دانستند. نه یوسیبوس قیصریه و نه هیچ نویسنده باستانی دیگری به سنت دیگری در نگارش اشاره نکرده‌است. علاوه بر شواهدی که توسط منابع باستان ارائه شده‌است، برخی احساس می‌کنند که از متن لوقا-اعمال نیز نتیجه‌گیری می‌شود که نویسنده آن رفیق پولس بوده‌است. اولین شاهد درمتن خود کتاب بخشهایی از کتاب است که از کلمه «ما» استفاده شده. گرچه عمده اعمال از زبان سوم شخص نوشته شده‌است، اما چندین بخش از کتاب از دیدگاه «ما» نوشته شده‌است. دراین فرازها «ما» از دیدگاه یک همراه هم سفر پولس نوشته شده‌است: به عنوان مثال «پس از اینکه پولس چشم‌انداز را دید، بلافاصله آماده حرکت به مقصد مقدونیه شدیم» و در جای دیگر می‌گوید «ما به دریا رفتیم و مستقیم به ساموتراکی رفتیم» به نظر می‌رسد این فرازها توسط کسی نوشته شده که در بعضی از سفرهای پولس همراه او بوده. بر این اساس، برخی، از این شواهد نتیجه‌گیری می‌کنند که این قسمت‌ها، و بنابراین کل متن اعمال لوقا، توسط یکی از همسفران همراه پولس نوشته شده‌است. که همان لوقای پزشک است. همچنین ادعا شده‌است که جزئیات به کار رفته در روایت توصیف سفرهای پولس، نشان از یک شاهد عینی دارد. در سال ۱۸۸۲ هوبارت ادعا کرد که واژگان مورد استفاده در لوقا-اعمال نشان می‌دهد که نویسنده آن ممکن است دارای آموزش پزشکی باشد، اما این ادعا توسط یک مطالعه مؤثردیگر توسط کادبری در سال ۱۹۲۶ به چالش کشیده شد که معتقد بود اصطلاحات پزشکی لوقا تفاوتی با اصطلاحات استفاده شده توسط سایر نویسندگان غیر پزشک مانند پلوتارک که یک تاریخ‌دان است ندارد. دراین دیدگاه سنتی گفته می‌شود که لوقا شاهد عینی حوادث انجیل و همچنین حوادث قبل از ورود پولس به تروآس در اعمال ۱۶: ۸ نبوده و اولین قسمت که از «ما» استفاده کرده اعمال ۱۶:۱۰ است. در مقدمه لوقا، نویسنده به شهادت عینی از وقایع انجیل اشاره کرده‌است مانند «به ما تحویل داد»، اما نویسنده به جز در فرازهای «ما» در جای دیگر نام خود را ذکر نمی‌کند یا صریحاً نمی‌گوید که شاهد عینی تمام وقایع بوده.

## دیدگاه انتقادی - نامه‌های معتبر پولس از لوقا به عنوان پزشک یاد نمی‌کنند
رساله فیلیمون، که تقریباً به عنوان نامه معتبر پولس مورد قبول جهانیان واقع شده‌است، صرفاً شامل نام «لوقا» است که در میان سایرهمکاران پولس، به گیرندگان نامه سلام می‌رسانند. لوقا درکولسیان ۴:۱۴ به عنوان پزشک نام برده شده، اما به عقیده بسیاری از محققان عهد جدید، رساله کولسیان با نام مستعار نوشته شده‌است (یعنی با نام دیگری نوشته شده‌است)، بسیاری هم معتقدند که این یک نوشته معتبراز پولس است که احتمالاً به وسیله یک کاتب نوشته شده. در دوم تیموتی ۴:۱۱ نیز از"لوقاً نام می‌برد و می‌گوید " لوقا تنها با من است " اما اکثر محققان معاصر ۲ تیموتی را به عنوان نامه معتبر پولس نمی‌پذیرند.

### دیدگاه انتقادی - فرازهای «ما» به عنوان قطعاتی ازمنبع اولیه
در فرازهای «ما» روایت به‌صورت اول شخص جمع نوشته شده‌است اما نویسنده هرگز از خود به عنوان «من» یاد نمی‌کند. بسیاری از محققان جدید در اینکه نویسنده لوقا-اعمال لوقای پزشک باشد ابراز تردید کرده‌اند، و این نظریه انتقادی تقریباً در اواخر قرن ۲۰ ابراز شده. بلکه آنها معتقدند که لوقا-اعمال توسط یک مسیحی گمنام نوشته شده‌است که شاید شاهد عینی هیچ‌یک از وقایع ثبت شده در متن نبوده‌است. نویسنده اعمال "می‌خواست به خوانندگانش بفهماند که او برای مدتی همراه پولس بود، حتی اگر اینطور نبود.

### تفسیر فرازهای «ما» در بحث‌های نگارش
تعدادی از آیات در اعمال بصورت اول شخص جمع است ("ما") که ظاهراً نشان می‌دهد نویسنده در رویدادهایی که توصیف می‌کند شرکت می‌کند – برای اولین بار توسط ایرنئوس این فراز به عنوان مدرکی ارائه گردید که اثبات می‌کند. نویسنده شاهد عینی این وقایع بوده و همراه پولس در سفرهایش بوده‌است. که همان لوقای سنتی است. این تفسیر در اواسط قرن بیستم مورد انتقاد مداوم قرار گرفت.
در حال حاضر هیچ اتفاق نظر علمی دربارهٔ بخشهای «ما» وجود ندارد، و سه تفسیر رایج به شرح زیر وجود دارد.
الف) نویسنده شاهد عینی واقعی بود.
ب) نویسنده در حال ویرایش نوشته‌های موجود یا منابع شفاهی بوده، خواه توسط شاهدان عینی یا نه.
ج) نویسنده از اول شخص تنها به عنوان یک ابزار ادبی استفاده کرده اما هدف اواین نبوده که شاهد عینی تاریخی بوده.
بارت ارمن محقق عهد جدید از نظریه سبک ادبی فراتر رفته و نظر می‌دهد که فرازهای «ما» فریب‌هایی عمدی است، که خوانندگان را متقاعد کند به اینکه نویسنده یک همسفر پولس بوده‌است، حتی اگر اینگونه نبوده‌است.

### شاهد عینی تاریخی
تفسیر بخشهای «ما» به این معنی که نویسنده یک شاهد عینی تاریخی بوده‌است (خواه لوقا باشد یا نه)، همچنان در مطالعات کتاب مقدس تأثیرگذار است. اعتراض به این دیدگاه عمدتاً به دوشکل زیر تفسیر می‌شود، و نیز این ادعا مطرح می‌شود که لوقا-اعمال در الهیات و روایت تاریخی دارای اختلافاتی با نامه‌های معتبر پولس رسول است که نشان می‌دهد این دو باهم سازش ندارند.

## ویرایشگر
بر اساس این تفسیر، قسمتهای «ما» بعداً توسط ویرایشگربعدی با استفاده از یک منبع مکتوب قبلی در اعمال گنجانده شده‌است (خواه لوقا باشد یا نه). این دیدگاه در حالی که آنها را از کار اصلی متمایز می‌کند، تاریخی بودن ظاهری این متون را تأیید می‌کند. این دیدگاه به دلیل عدم ارائه شواهد کافی در مورد تمایز بین متن منبع و سندی که در آن ادغام شده‌است مورد انتقاد قرار گرفته‌است.

## سبک ادبی
برخی از محققان به این اشاره می‌کنند که استفاده از فراز «ما» در زمینه سفر با کشتی در آن زمان مرسوم بوده، در این دیدگاه فرازهای «ما» به عنوان یک قرارداد ادبی معمول در سفرهای با کشتی در ادبیات عاشقانه در این دوره مرسوم بوده. این دیدگاه به دلیل عدم یافتن شواهد موازای مناسب و عدم اثبات وجود چنین سبک نامه‌هایی مورد انتقاد قرار گرفته‌است. همچنین تفاوتهایی بین اعمال و ژانر داستانی مشاهده شده‌است. که نشان می‌دهد اعمال به این ژانر تعلق ندارد.

## جعل
به گفته بارت دی ارمن، فراز «ما» توسط کسی نوشته شده‌است که به دروغ ادعا می‌کند همسفر پولس بوده‌است، هدف نویسنده ارائه این ایده غیر واقعی بوده که به خواننده القا کند «نویسنده از نظرات و فعالیت‌های پولس از نزدیک آگاهی داشته‌است». ارمن معتقد است که نشان داده می‌شود که کتاب اعمال رسولان جعلی است.

## یادداشت
1. ↑  همان پدران کلیسا به اتفاق آرا تأکید کردند که انجیل متی منبع انجیل مرقس بوده‌است. امروزه اجماع کاملاً مخالف آن است.